# Дубовиківська сільська територіальна громада
Дубовиківська сільська територіальна громада — територіальна громада в Україні, у  Синельниківському районі Дніпропетровської області. Адміністративний центр — село Дубовики.
Площа громади — км², населення — мешканців (2025): 
45011,6310 га; 6943

## Населені пункти
До складу громади входять 1 селище (Чаплине) та 26 сіл: Артемівка, Бровки, Гришаї, Дачне, Добровілля, Довге, Дубовики, Журавлинка, Зелений Гай, Касаєве, Копані, Краснощокове, Крутеньке, Лиса Балка, Медичне, Миколаївка, Новоандріївка, Очеретувате, Петрикове, Рівне, Свиридове, Таранове, Хвилі, Хуторо-Чаплине, Шевченкове, Щасливе.

## Історія
Утворена 29 жовтня 2017 року шляхом об'єднання Добровільської, Зеленогайської та Миколаївської сільських рад Васильківського району. У 2020 році Миколаївську сільську раду було перейменовано на Дубовиківську, до якої приєднались Шевченківської та Чаплинської.
До 5 червня 2020 року адміністративним центром громади було село Миколаївка.
19 липня 2020 року, в результаті адміністративно-територіальної реформи та ліквідації Васильківського району, громада увійшла до складу новоутвореного Синельниківського району.
До 7 серпня 2020 року громада мала назву Миколаївська сільська територіальна громада.